# تایرن (ویرجینیای غربی)
تایرن، ویرجینیای غربی (به انگلیسی: Tyrone, West Virginia) یک منطقهٔ مسکونی در ایالات متحده آمریکا است که در Monongalia County واقع شده‌است.

## خصوصیات
تایرن ۴۴۲٫۸۸ متر بالاتر از سطح دریا واقع شده‌است.